# Digitális írástudás

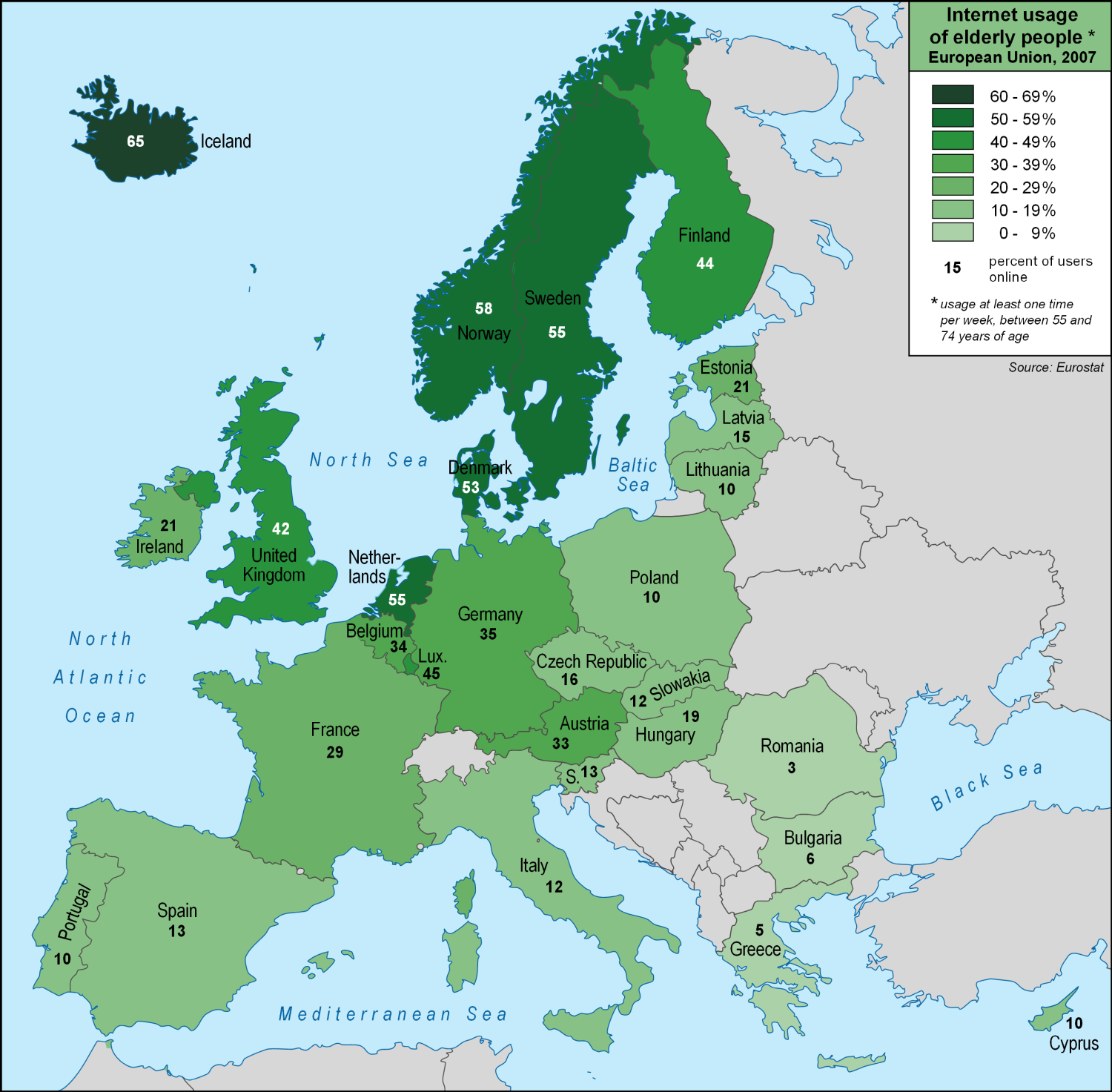
Idős korú (55–74 éves) internethasználók az Európai Unió országaiban (2007)

A digitális (számítógépes) írástudás tartalmazza azokat a készséggé fejlesztett ismereteket, amik lehetővé teszik a felhasználó számára a számítógép által nyújtott lehetőségek kihasználását, pl. szövegszerkesztő, táblázatkezelő és egyéb alkalmazói szoftverek ismeretét, alkalmazását. Ehhez szorosan hozzátartozik még az internet és általában a hálózatok ismerete, és egyre inkább nő a multimédiás alkalmazások jelentősége is. Fokozatosan nő az e-közigazgatás, e-önkormányzatok szerepe is. Az új lehetőségek a hagyományos tanulást is átalakítják,  egyre terjed az e-learning, ami lehetőséget biztosít arra, hogy mindenki otthonában, saját maga által megszabott időben tanuljon.

## Definíció
A digitális írástudást egyfajta gyűjtőfogalomként értelmezik a tradicionális tudás – számítógépes műveltség – információs műveltség szintéziseként. Segítségével egy olyan jelenséget, újfajta tudást írnak körül, amelyben a tradicionális ismereteken kívül a gondolati és gyakorlati képességek egy sajátos köre is megjelenik.
A digitális a minőség egy magasabb fokozata lett, a megbízhatóság és a pontosság szinonimája. Megtoldja az emberi képességek határát, gyakran hamis képzetet keltve. A digitális formában rögzített és tárolt információ feldolgozása egyszerűbb és gyorsabb, mint az analógé.

## A kezdetek
Az írásbeliség elődje a szóbeliség, illetve a szájhagyomány. Az írás megjelenése előtti időkben, amikor kizárólag az emberi emlékezet tárolta az ismeretet, a közös tudás fontos részeit csak néhány kiválasztott személy őrizte. Ők adták tovább újabb kiválasztottaknak, tehát az információ nem tudott mindenkihez eljutni, és kizárólag zárt csoportok érdekeit szolgálta. 
Az írásbeliség megjelenése lehetővé tette, hogy fizikai szinten lehessen tárolni, elküldeni, rendszerezni az információt. A leírás időigényes, az információ küldése lassú volt. Ekkor alakult ki az írástudók kezdetben még szűk rétege, akik emiatt jelentős szerepet játszottak és fontos pozíciót töltöttek be egy ország, egy közösség életében (a kiváltságosak).
Az írásbeliség megjelenésével lehetőség nyílt az eddig megszerzett tapasztalatok és a tudás rögzítésére, a következő generációk számára való átadásra  (kőtábla, papirusz, sumer rovásírás, egyiptomi hieroglifák, könyvnyomtatás – Gutenberg-galaxis). Ezáltal megszűnt a kommunikáló felek szóbeli üzenetváltása esetén szükséges egyidejű jelenlét. Az írásbeliség nagy előrelépés, de vannak még hiányosságai. Aki információhoz szeretne jutni, csak nagy késleltetéssel teheti, és a menet közben jelentkező újabb és újabb információk megszerzése nem kielégítő.
A történelmi fejlődés alatt a társadalmi, gazdasági, termelési rendszerek egyre nagyobb mértékben igényelték az információ, kommunikáció tudatos szervezését. A  követelményrendszer változásának megfelelően az informatika jelentős fejlődésen ment keresztül.

## Napjainkban
Az igazán nagy változást a számítástechnika és a távközlés megjelenése hozta, ami az említett hiányosságot egyre nagyobb mértékben volt képes megszüntetni. Ez az új kommunikáció szédítő iramban fejlődik. Az internet, a világhálózat megjelenése szinte forradalmasította a kommunikációt, az információáramlást. Az ugrásszerű fejlődés eredményeként az utóbbi évek fejlesztései révén már nem csupán adathalmazok cserélnek gazdát, hanem a multimédiás lehetőségek és alkalmazások térhódításával megszűnnek a kommunikációra eddig jellemző térbeli, időbeli korlátok is.
A felhalmozott tudás (könyvek, dokumentumok stb.) digitalizált másolatban a hálózatra, a virtuális könyvtárak polcaira kerültek, és tulajdonképpen bárki számára elérhetővé váltak. A távközlés, a telefon, a rádió- és tv-műsorszórás egyre jobban egybeépül a számítógépek hálózatával, a kommunikációs közegek közötti határok elmosódtak. A digitalizált kép- és hanganyag szerkeszthetővé, manipulálhatóvá vált. Az új közeg új nyelvek megjelenését eredményezte, aminek elsajátítása nélkül nem lehet hatékonyan digitális információhoz jutni.
Az infokommunikációs társadalomban elengedhetetlen a digitális írástudás elsajátítása, ismerete. Enélkül nem lehet lépést tartani a folyamatos fejlődéssel. Az, ami néhány évtizeddel ezelőtt még elégséges tudást jelentett, ma már egyre inkább elavult és lassú, ezért átveszi a helyét az új generációs informatika, mely képes nagy mennyiségű információt gyorsan sok felhasználónak továbbítani. Mindezek miatt két fontos feladatot kell azonos időben végrehajtani: elsősorban fejleszteni és naprakész információkkal kell ellátni a világháló adatbázisát, másodsorban széles körben oktatni az informatika helyes alkalmazásának és hasznosításának irányelveit.
A számítógépek lehetővé teszik, hogy szövegeket, képeket olcsón sokszorosítsanak. Az olvasó könnyen íróvá is válhat, mert önmaga is képes lesz üzeneteit átadni különböző informatikai eszközök segítségével. Elektronikusan megjelenítheti saját üzeneteit, illetve mások üzeneteire adott reakcióit. A digitális írásbeliségnek négy ciklusát különböztetik meg, amelyben az író és az olvasó együttesen tisztában vannak:
1. a közlés céljával és kulturális hátterével;
2. azokkal az elemekkel, amelyek létrehozzák a szöveget, képet, animáció, hangot vagy zenét;
3. minden olyan szerzői eszközzel, amellyel a kívánt konstrukciók és hatások megoldhatóak, valamint az interakciók felépíthetőek;
4. ismeri a közvetítés és terjesztés módját, célközönségét, formáját.

Számos módon jöhetnek létre digitális elemek, elsősorban a számítógép segítségével, okostelefonnal képet és hangot is lehet már rögzíteni. Ezzel kiszorítódtak a hagyományos szerkezetek.
A digitális írásbeliség a szóbeliség jegyeit hordozza. Például: elektronikus levelezés "csevegés" közben különböző szimbólumokat, emotikonokat, képeket, hangokat használnak. Digitális környezetben összemosódik a szóbeliség és az írásbeliség.
Hazánkban a Neumann János Számítógép-tudományi Társaság által gondozott pedagógiai célrendszerek segítik országos szinten mindazokat, akik az alapműveletektől a korszerű informatikai alkalmazásokon át szeretnének aktív részesei lenni infokommunikációs társadalmunknak. Hazánkban elsőként vezették be a külföldön sikeres és nemzetközi szinten elfogadott bizonyítványt adó ECDL-oktatást. Ez a képzés olyan alapokat ad elsajátítói számára, amire nyugodtan lehet építeni az újabb és újabb ismereteket, és mindez lehetővé teszi a számítástechnikai műveltség magas szintre emelését. Több mint 300 000 bizonyítványt adtak már ki a sikeres vizsgázóknak.
Mivel a tanulást nem lehet elég korán kezdeni, ezért már a Nemzeti Alaptanterv is előírja az általános iskolában a számítógépes ismeretek oktatását, mintegy megalapozva a későbbi, magasabb szintű képzést.